# Municipio de San Luis de la Paz
El municipio de San Luis de la Paz es uno de los 46 municipios del estado mexicano de Guanajuato, su cabecera municipal es la ciudad de San Luis de la Paz, actualmente está teniendo un fuerte incremento de turismo debido a que cuenta con diversos centros turísticos entre ellos y el más importante Mineral de Pozos.

## Geografía

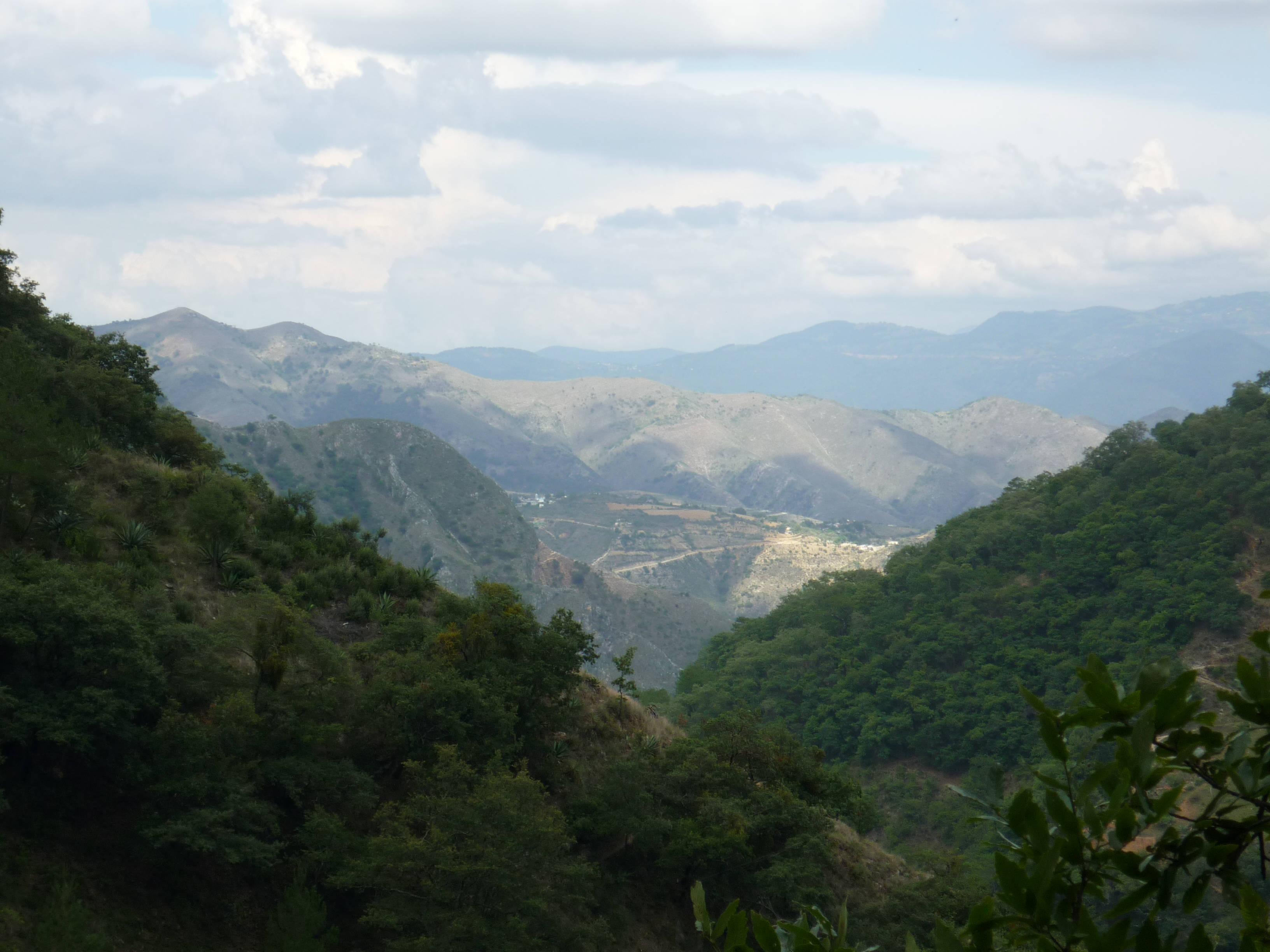
Panorama de San Luis en la parte norte/este, donde empieza la Sierra Gorda

Su extensión territorial total es de 2,030.14 kilómetros cuadrados que representan el 6.6% de la extensión total del estado de Guanajuato siendo el segundo municipio de mayor extensión territorial del estado de Guanajuato.
El municipio de San Luis de la Paz está situado en la parte noreste del estado. El municipio colinda al norte con el estado de San Luis Potosí, al este con el municipio de Victoria, al sur con el municipio de Doctor Mora, con el municipio de San José Iturbide, con el municipio de San Miguel de Allende y al oeste con el municipio de Dolores Hidalgo, el municipio de San Diego de la Unión y el estado de San Luis Potosí.

### Orografía e hidrografía
La Sierra Gorda cubre gran parte del territorio en la región norte y oriente. Dentro de esta se encuentra la cordillera del Quijey. Entre los principales cerros están El Pilón, Balderas, Pelón, Infiernillo, Guerrero, Pinito, El Guajolote, Las Mesas, El Maguey, El Zacate, y La Esperanza, con una altitud promedio de 2300 metros sobre el nivel del mar.
Debido a que la parte norte del municipio es montañosa, existen muchos arroyos que descienden por ella. El Boso, que recibe las aguas del Barbellón, es uno de los principales arroyos. Cuenta también con tres presas, las Adjuntas, la Encina y principalmente la de el Realito la cual es la #056 a nivel nacional y servirá para suministrar agua a los Estados de Guanajuato y San Luis Potosí a 1 millón 450 mil habitantes. El río Manzanares es el más notable del municipio; al norte se encuentra el Río Santa María, el cual aparte de servir en un corto trecho de límite con el estado de San Luis Potosí, es el río que alimenta a la Presa el Realito.

### Clima y ecosistemas
El clima predominante es semiseco con lluvias en verano; con una temperatura media anual de 16 °C. Al noroeste vería a menos seco, con temperatura media anual entre 18 °C y 22 °C. La precipitación pluvial es de 387.5 milímetros, promedio anual.
Está integrada por bloque de encino, pino y de nopalera; existen especies forrajeras como navajita, triguillo, lobero, liendrilla, gigante, tempranero, búfalo, mezquite, azucarado, falsa grama, flechilla, tres barbas, gramilla, mezquite grande, popotillo plateado, guía y colorado. Además se pueden encontrar otras especies como táscate, madroño, nopalera, palma china, huisache y gatuño.
La fauna que predomina está formada por roedores, como conejo, liebre, ardilla y tejón; aves, como codorniz, águila, halcón, zopilote, patos y gavilán, herbívoros, como el venado y el ciervo.

### Ubicación geográfica
| Noroeste: San Luis Potosí                                                        | Norte: San Luis Potosí     | Nordeste: San Luis Potosí / Victoria     |
| Oeste: Dolores Hidalgo Cuna de la Independencia Nacional / San Diego de la Unión |                            | Este: Victoria / Doctor Mora             |
| Suroeste: Dolores Hidalgo / San Miguel de Allende                                | Sur: San Miguel de Allende | Sureste: San José Iturbide / Doctor Mora |

## Áreas naturales protegidas
San Luis de la Paz tiene un Área Natural Protegida que es la Sierra Gorda de Guanajuato

## Economía
San Luis de la Paz es el más importante centro agrícola y comercial de la Sierra Gorda en el estado de Guanajuato. Además, es un lugar ideal para instalar una producción firmes debido a su ubicación estratégica en el centro de México y la proximidad a la importante Autopista Federal 57 y más por sus esforzados habitantes. Otro de los pilares económicos observados en el municipio es la docencia, razón por la cual también se encuentran radicando en la ciudad muchos foráneos

## Infraestructura
San Luis cuenta con su propia central termoelectrica la cual es la principal fuente de energía de la región.

### Comunicaciones
Es posible llegar al municipio por medio de la Autopista 57 tramo Querétaro - San Luis Potosí o por la Carretera Estatal n.º 46 San José - San Luis. Además cuenta con una Central de Autobuses la cual transporta a distintos puntos del Estado, País e incluso al País vecino de Estados Unidos.
Algunas de las Ciudades más importantes alrededor de San Luis son:
| Ciudad                  | Distancia | Tiempo de Viaje |
|                         |           |                 |
| Querétaro               | 98.2 km   | 1:16 h          |
| León                    | 167 km    | 2:25 h          |
| Guanajuato              | 106 km    | 1:37            |
| Ciudad de México        | 302 km    | 3:23 h          |
| San Luis Potosí         | 131 km    | 1:34 h          |
| San Miguel de Allende   | 77.3 km   | 1:10 h          |
| Dolores Hidalgo         | 50.8 km   | 0:56 min        |
| Irapuato                | 152 km    | 2:19 h          |
| Celaya                  | 127 km    | 1:50 h          |
| El Aeropuerto del Bajio | 135 km    | 2:00 h          |

## Demografía
San Luis de la Paz es un municipio que está creciendo poblacionalmente en el estado de Guanajuato, principalmente por el incremento del turismo en San Luis principalmente por Mineral de Pozos a donde han estado llegando muchos emigrantes principalmente de Estados Unidos. De acuerdo con los resultados del Conteo de Población y Vivienda de 2010 realizado por el Instituto Nacional de Estadística y Geografía, la población total del Municipio de San Luis de la Paz es de 115,656 personas, siendo de estas 54,726 hombres y 60,930 mujeres creciendo un 1.7% en comparación con el 2005.
| Evolución demográfica del municipio de San Luis de la Paz |        |        |        |         |         |
|                                                           |        |        |        |         |         |
| Año                                                       | 1990   | 1995   | 2000   | 2005    | 2010    |
| Población                                                 | 78,504 | 90,441 | 96,729 | 101,370 | 115,656 |

### Localidades
En el censo de 2020 el municipio de San Luis de la Paz contaba con 434 localidades.

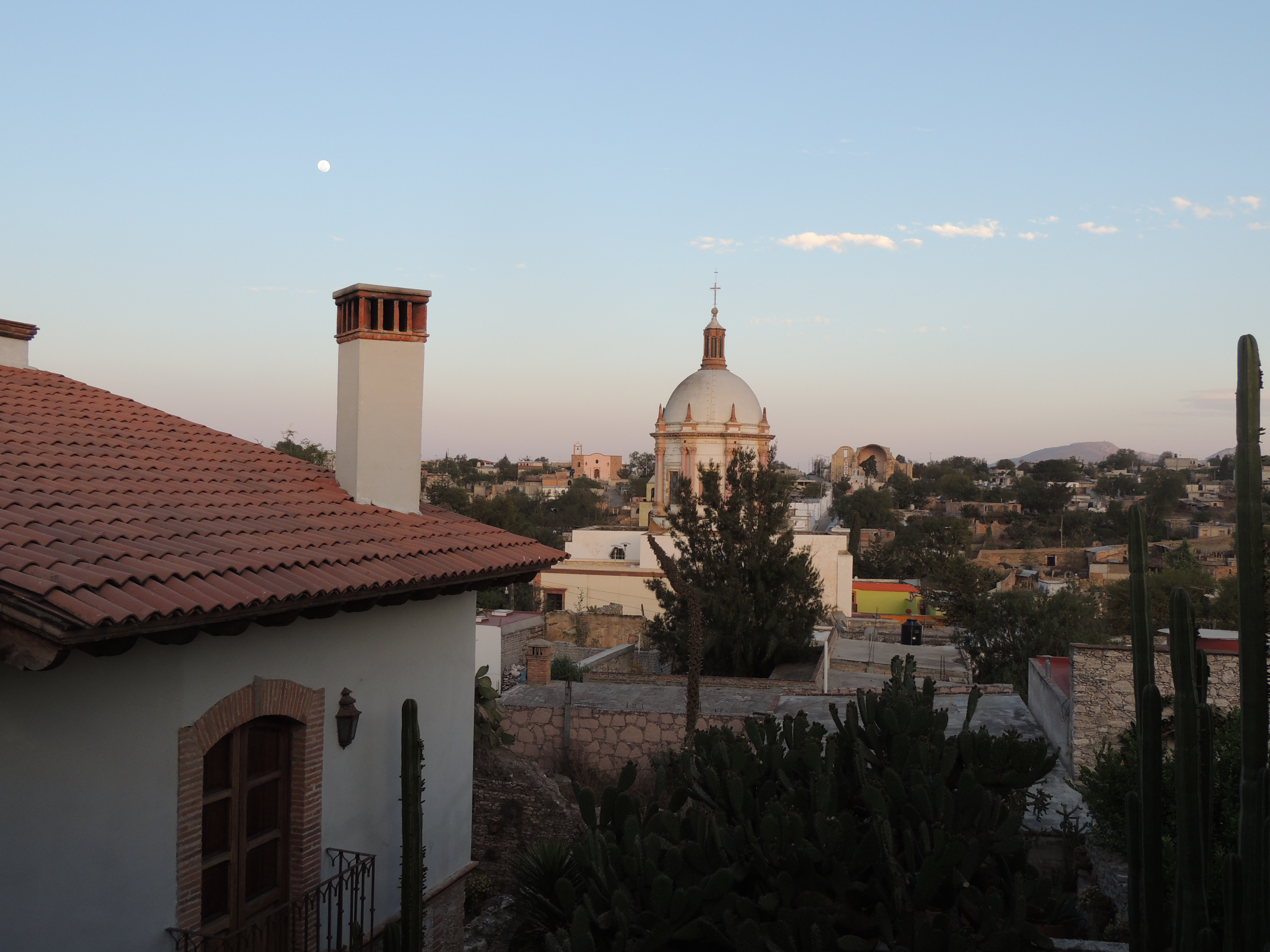
Mineral de Pozos tercera localidad más grande del municipio

| Código INEGI      | Localidad                | Población (2020) |
| ----------------- | ------------------------ | ---------------- |
| 110330001         | San Luis de la Paz       | 51 894           |
| 110330110         | Misión de Chichimecas    | 9 609            |
| 110330149         | Mineral de Pozos         | 2 856            |
| 110330428         | Santa Ana y Lobos        | 2 241            |
| 110330573         | Los Dolores              | 2 194            |
| 110330203         | San Nicolás del Carmen   | 1 965            |
| 110330029         | La Ciénega               | 1 763            |
| 110330341         | San Antonio Primero      | 1 668            |
| 110330778         | San Ignacio              | 1 539            |
| 110330394         | Derramadero Segundo      | 1 223            |
| 110330623         | Maguey Blanco            | 1 149            |
| 110330098         | Maravillal               | 1 087            |
| 110330085         | Lourdes                  | 1 073            |
| 110330192         | San Isidro               | 1 058            |
| 110330567         | Purísima de Cerro Grande | 1 030            |
| 110330227         | El Toreador de Abajo     | 1 029            |
| 110330153         | Puerto Blanco Dos        | 1 014            |
| 110330372         | La Laguna Seca           | 1 001            |
| Otras localidades | Otras localidades        | 43 143           |
| Total municipal   | Total municipal          | 128 536          |

## Turismo
San Luis de la Paz, con su elegancia colonial y calles estrechas, conserva hasta ahora únicos lugares y edificios que hablan de su pasado. Van de pinturas de roca nativo en colinas cercanas y restos de antiguos Adoquín español de carreteras, a ruinas, capilla olvidadas y estructuras de antiguas. En Mineral de San Pedro de los Pozos (Mineral de Pozos) (antiguamente Ciudad Porfirio Díaz),  la ciudad más importante de la minería en el estado de Guanajuato desde el final del siglo
 XIX al principio de la XX, al igual que en las películas (como James Bond y el Magic Roudabout), sorprende que en todas partes hay casas abandonadas y restos de construcciones ancestrales, como el Horno de Minería de los Jesuitas en la cercana Hacienda de Santa Brígida (que data de 1536) y la Escuela Modelo. Vergel de Bernalejo es un Edén, enclavado en la Sierra Gorda; es un lugar con maravillosos escenarios naturales y cuevas donde se ocultan estalactitas y maravillosas estalagmitas. También es un bosque donde hay muchos tipos de árboles como los pinos y abetos, que son hogar de animales silvestres como venados, gatos monteses, pumas y águilas. No olvide visitar el Puente de Dios, que le dejará con la boca abierta. También existe una réplica del Cerro del Cubilete el cual sirve como un atractivo turístico y además como un mirador de la ciudad. 

## Gobierno y Política
San Luis de la Paz es uno de los  46 Municipios Libres pertenecientes al Estado de Guanajuato, cuya Constitución Política establece que:
"ARTÍCULO 106. El Municipio Libre, base de la división territorial del Estado y de su organización política y administrativa, es una Institución de carácter público, constituida por una comunidad de personas, establecida en un territorio delimitado, con personalidad jurídica y patrimonio propio, autónomo en su Gobierno Interior y libre en la administración de su Hacienda."
"ARTÍCULO 107. Los Municipios serán gobernados por un Ayuntamiento. La competencia de los Ayuntamientos se ejercerá en forma exclusiva y no habrá ninguna autoridad intermedia entre los Ayuntamientos y el Gobierno del Estado."
El gobierno del municipio le corresponde al Ayuntamiento estando este conformado por el presidente municipal, un síndico y un cabildo integrado por regidores. Todo el ayuntamiento es electo para un periodo de tres años que no son renovables para el periodo consecutivo, pero si de forma no continua y entra a ejercer su cargo el día 10 de octubre del año de la elección.

### Representación legislativa
Para la elección de Diputados locales al Congreso de Guanajuato y de Diputados federales a la Cámara de Diputados, el municipio de San Luis de la Paz se encuentra integrado en los siguientes distritos electorales:
Local:
- II Distrito Electoral Local de Guanajuato con cabecera en San Luis de la Paz.[14]

Federal:
- Distrito electoral federal 1 de Guanajuato con cabecera en San Luis de la Paz.[15]

### Presidentes municipales
| Localidad                                 | Población |
| Total Municipio                           | 1         |
| San Luis de la Paz                        | 78 914    |
| Misión de Chichimecas                     | 9 716     |
| San Pedro de los Pozos (Mineral de Pozos) | 2 629     |
| Ejido Santa Ana y Lobos                   | 1 801     |
| Los Dolores                               | 1 778     |
| La Ciénega                                | 2 673     |
| San Nicolás del Carmen                    | 1 554     |
| San Antonio Primero                       | 1 264     |
| Barrio Nueva Honduras                     | 824       |

| - (1940 - 1941): Jesús Álvarez - (1942 - 1943): Jesús Pérez y Pérez - (1944 - 1945): Carlos Ducoing Medina - (1946) : Melitón Cárdenas - (1947) : José Martínez Rivas - (1948) : Luis Rivera Ortega - (1948) : Octaviano S. Hernández - (1949 - 1950): Luis Rivera Ortega - (1950 - 1951): Enrique Montes Tafolla - (1951) : Adolfo Briones Luna - (1952 - 1953): Moisés Rangel - (1953) : Prisciliano Flores - (1953 - 1954): Juan Flores Echeverría - (1955 - 1957): Guillermo Flores - (1958 - 1960): Fabián Gamba López - (1961 - 1963): Francisco Villegas Cárdenas - (1964 - 1966): Luis H. Rangel - (1967 - 1969): Juan Álvarez González - (1970 - 1972): Eloy Ramírez | - (1973) : Ernesto Álvarez - (1974) : Alberto Gutiérrez - (1975 - 1976): José Ángel Gamba - (1976): Héctor Arturo Caballero - (1977 - 1979): José Mendoza Lugo - (1980 - 1982): Claudio Ortiz Olivera - (1983 - 1985): Mauricio Reyes Lozano - (1986 - 1988): Faustino Ramírez Lugo - (1989 - 1991): Ramón Cárdenas Baltazar - (1992 - 1994): Antonio Luis Alvarado Salazar - (1995 - 1997): Odón León Patiño - (1997) : Héctor Martínez Charre - (1998 - 2000): José Mendoza Lugo - (2000 - 2003): Armando Rangel Hernández - (2003 - 2006): Sergio Ramón González Guerrero - (2006 - 2009): Elia Guadalupe Villegas Vargas - (2009 - 2012): J. del Refujio Javier Becerra Moya - (2012 - 2015): Timoteo Villa Ramírez - (2015) : Saúl Lino Martínez (alcalde interino) - (2015 - 2018): Guillermo Contreras Rodríguez |
| | (2018 - 2021): Luis Gerardo Sánchez Sánchez |